# Франко Коломба
Франко Коломба (італ. Franco Colomba; нар. 6 лютого 1955, Гроссето) — італійський футболіст, що грав на позиції півзахисника. По завершенні ігрової кар'єри — тренер.
Виступав, зокрема, за клуби «Болонья» та «Авелліно». Володар Кубка Італії.

## Ігрова кар'єра
Вихованець футбольної школи клубу «Болонья». Дорослу футбольну кар'єру розпочав 1973 року в основній команді того ж клубу, в якій провів два сезони, взявши участь лише у 9 матчах чемпіонату. За цей час виборов титул володаря кубка Італії.
Згодом з 1975 по 1977 рік грав у складі команд клубів «Модена» та «Самбенедеттезе».
Своєю грою за останню команду знову привернув увагу представників тренерського штабу клубу «Болонья», до складу якого повернувся 1977 року. Цього разу відіграв за болонську команду наступні шість сезонів ігрової кар'єри. Більшість часу, проведеного у складі «Болоньї», був основним гравцем команди.
1983 року уклав контракт з клубом «Авелліно», у складі якого провів наступні п'ять років своєї кар'єри гравця. Граючи у складі «Авелліно» також здебільшого виходив на поле в основному складі команди.
Завершив професійну ігрову кар'єру у клубі «Модена», у складі якого вже виступав раніше. Прийшов до команди 1988 року, захищав її кольори до припинення виступів на професійному рівні у 1990.

## Кар'єра тренера
Розпочав тренерську кар'єру відразу ж по завершенні кар'єри гравця, 1990 року як тренер молодіжної команди клубу «Модена».
1995 року став головним тренером команди «Салернітана», тренував команду з Салерно два роки. Згодом протягом 1997—1998 років очолював тренерський штаб клубу «Реджина».
1998 року прийняв пропозицію попрацювати у клубі «Віченца». Залишив команду з Віченци 1999 року.
Протягом 3 років, починаючи з 1999, був головним тренером команди «Реджина». 2002 року був запрошений керівництвом клубу «Наполі» очолити його команду, з якою пропрацював до 2002 року.
З 2003 і по 2003 рік очолював тренерський штаб команди «Наполі». 2003 року став головним тренером команди «Реджина», тренував команду з Реджо-Калабрія лише один рік.
Згодом протягом 2004—2005 років очолював тренерський штаб клубу «Ліворно».
2005 року прийняв пропозицію попрацювати у клубі «Авелліно». Залишив команду з Авелліно 2006 року.
Протягом одного року, починаючи з 2006, був головним тренером команди «Кальярі». 2007 року був запрошений керівництвом клубу «Верона» очолити його команду, з якою пропрацював до 2008 року.
З 2008 і по 2009 рік очолював тренерський штаб команди «Асколі». 2009 року став головним тренером команди «Болонья», тренував болонської команду лише один рік.
Згодом протягом 2011—2012 років очолював тренерський штаб клубу «Парма».
2012 року прийняв пропозицію попрацювати у клубі «Падова». Залишив клуб з Падуї 2013 року.
Протягом тренерської кар'єри також очолював команди клубів «Ольбія», «Новара» та «Пуне Сіті», а також входив до тренерського штабу клубу СПАЛ.
Наразі останнім місцем тренерської роботи був клуб «Ліворно», головним тренером команди якого Франко Коломба був протягом 2016 року.

## Досягнення
- Володар Кубка Італії:

«Болонья»: 1973–1974